# たけし軍団セピア
 たけし軍団セピア （たけしぐんだんセピア）は、ビートたけしの弟子たちのグループ・たけし軍団の二軍的存在であった。1980年代中期に活動した。
1986年に起こったフライデー襲撃事件では誰なんだ吉武を除く4人がメンバーとして参加していた。また、おぼつちやまは当時19歳だったため実名報道をされていない。
現在は全員軍団を離脱し、大半が芸能界を引退しており、残っている者もわずかである。

## メンバー
- キドカラー大道（引退）
- おぼつちやま
- サード長嶋
- 誰なんだ吉武（引退）
- 大阪百万円（引退）